# Unteramt (Gemeinde Gresten-Land)
Unteramt ist eine Ortschaft und eine Katastralgemeinde der Gemeinde Gresten-Land im Bezirk Scheibbs in Niederösterreich.

## Geschichte
Im Jahr 1822 wurde der Ort als Amt mit 70 zerstreuten Häusern genannt, das nach Gresten eingepfarrt war, wohin auch die Kinder eingeschult wurden. Die Herrschaft Stiebar besaß die Ortsobrigkeit und besorgte die Konskription. Die Herrschaft Stiebar und Purgstall übte die Landgerichtsbarkeit aus. Die Untertanen und Grundholde des Ortes gehörten den Herrschaften Stiebar, Wolfpassing, Purgstall und Auhof. Laut Adressbuch von Österreich waren im Jahr 1938 in der Ortsgemeinde Unteramt ein Gastwirt, ein Glaser, eine Mühle mit Sägewerk und viele Landwirte ansässig.
Am 1. Jänner 1968 wurde die bis dahin selbständige Gemeinde Unteramt mit Oberamt und Schadneramt zur Gemeinde Gresten-Land fusioniert.

## Siedlungsentwicklung
Zum Jahreswechsel 1979/1980 befanden sich in der Katastralgemeinde Unteramt insgesamt 257 Bauflächen mit 51.163 m² und 263 Gärten auf 742.911 m², 1989/1990 gab es 248 Bauflächen. 1999/2000 war die Zahl der Bauflächen auf 595 angewachsen und 2009/2010 bestanden 434 Gebäude auf 738 Bauflächen.

## Bodennutzung
Die Katastralgemeinde ist landwirtschaftlich geprägt. 894 Hektar wurden zum Jahreswechsel 1979/1980 landwirtschaftlich genutzt und 406 Hektar waren forstwirtschaftlich geführte Waldflächen. 1999/2000 wurde auf 876 Hektar Landwirtschaft betrieben und 478 Hektar waren als forstwirtschaftlich genutzte Flächen ausgewiesen. Ende 2018 waren 850 Hektar als landwirtschaftliche Flächen genutzt und Forstwirtschaft wurde auf 480 Hektar betrieben. Die durchschnittliche Bodenklimazahl von Unteramt beträgt 23,6 (Stand 2010).